# Ignacy Einhorn
Ignacy Einhorn (ur. 1946 w Lądku-Zdroju) – polski lekarz endokrynolog i działacz społeczności żydowskiej, w latach 2003–2006 przewodniczący Gminy Wyznaniowej Żydowskiej we Wrocławiu.

## Życiorys
Jest prezesem zarządu Niepublicznego Zakładu Opieki Zdrowotnej w Kłodzku, prezesem Niepublicznego Zakładu Opieki Zdrowotnej „Secura” w Polanicy-Zdroju, prezesem Fundacji „Pro Sciente, Pro Arte”, członkiem prezydium Towarzystwa Społeczno-Kulturalnego Żydów w Polsce oraz członkiem zarządu Lubuskiej Fundacji Judaica.
14 listopada 2000 został odznaczony Srebrnym Krzyżem Zasługi za zasługi w działalności społecznej na rzecz społeczności żydowskiej.

## Publikacje
- 2008: Towarzystwo Ochrony Zdrowia Ludności Żydowskiej w Polsce w latach 1921-1950
- 2006: Dzieje społeczności żydowskiej w Kłodzku w XIX-XX w.